# Gerritea pseudopetiolata
Gerritea pseudopetiolata är en gräsart som beskrevs av Zuloaga Morrone och Timothy John Killeen. Gerritea pseudopetiolata ingår i släktet Gerritea och familjen gräs. Inga underarter finns listade i Catalogue of Life.